# Bar-sur-Aube
Bar-sur-Aube je naselje in občina v severni francoski regiji Šampanja-Ardeni, podprefektura departmaja Aube. Leta 2009 je naselje imelo 5.510 prebivalcev.

## Geografija
Kraj leži v pokrajini Šampanji ob reki Aube, 52 km vzhodno od središča departmaja Troyesa.

## Uprava
Bar-sur-Aube je sedež istoimenskega kantona, v katerega so poleg njegove vključene še občine 
Ailleville, Arconville, Arrentières, Arsonval, Baroville, Bayel, Bergères, Champignol-lez-Mondeville, Colombé-le-Sec, Couvignon, Engente, Fontaine, Jaucourt, Juvancourt, Lignol-le-Château, Longchamp-sur-Aujon, Montier-en-l'Isle, Proverville, Rouvres-les-Vignes, Urville, Ville-sous-la-Ferté in Voigny z 12.696 prebivalci.
Naselje je prav tako sedež okrožja, sestavljenega iz kantonov Bar-sur-Aube, Brienne-le-Château, Chavanges, Soulaines-Dhuys in Vendeuvre-sur-Barse s 30.396 prebivalci.

## Pobratena mesta
- Gernsheim (Hessen, Nemčija);